# Ondata di caldo dell'estate 1998
L'ondata di caldo dell'estate 1998 rappresenta una rilevante anomalia climatica occorsa in gran parte dell'Europa, specialmente nell'area mediterranea, durante l'estate del 1998; in tale periodo le temperature su gran parte dell'Europa si mantennero sopra la norma con una certa costanza, in particolar modo tra luglio e la prima parte di agosto, periodo in cui l'anticiclone subtropicale africano agì con molta costanza e con un raggio d'azione molto ampio.
Questa anomalia barico-termica, che fece di quella stagione una delle più calde della storia per gran parte del Vecchio Continente, fece raggiungere picchi termici notevoli, con il superamento dei 40 °C in numerose località, italiane e non.

## Contesto
Nell'inverno a cavallo tra il 1997 e il 1998, si verificò un fenomeno di El Niño senza precedenti né repliche, definito proprio per la sua eccezionalità "El Niño del secolo"; tale fenomeno, che consiste in un riscaldamento - periodico ma con tempi di ritorno variabili - delle acque superficiali dell'Oceano Pacifico orientale, al largo delle coste dell'America Latina e dell'America Centrale, ad opera di flussi ciclici delle correnti marine, è da tempo oggetto di particolari analisi, in quanto sembra giochi un ruolo rilevante nel profilo termico-precipitativo dell'estate europea. Per quanto riguarda il gennaio 1998, il fenomeno raggiunse i massimi effetti mai rilevati su scala globale, con le carte meteorologiche sulle anomalie termiche marine che ben mostrano un surplus termico di addirittura 5-6 gradi al largo delle coste di Ecuador e Perù, e comunque una circolazione marina mondiale in generale piuttosto calda.

## Dinamica
Fin dal mese di giugno si assistette a ripetute rimonte africane in area mediterranea, che interessarono il centro Europa oltre al Mediterraneo centrale; a tal proposito va menzionata l'onda calda di metà-fine giugno, che si originò da una circolazione fresca ed instabile al largo delle Isole Britanniche e più a sud del Portogallo, e simultaneamente da un altro corridoio di aria dal Nord Europa che andò a lambire il Mediterraneo centro-orientale; questa onda calda sviluppò isoterme di tutto rispetto per l'Italia settentrionale e parte dell'Europa centrale, pur non acquisendo connotati di eccezionalità. Di lì a poco, con un certo persistere di questo doppio affondo verso sud delle suddette saccature, altri impulsi molto caldi di estrazione nordafricana andranno ad invadere l'Europa, riscaldando progressivamente l'atmosfera e preparando, in questo modo, il terreno a temperature e valori pressori ancora più elevati.
Il mese di luglio si rivelò subito bollente: la temperatura più alta registrata in Italia durante quel periodo (e tutta quell'estate) fu di +46,4 °C, rilevati a Siracusa il giorno 2 luglio; tale dato rappresentava all'epoca la seconda temperatura più alta mai rilevata in territorio italiano (prima che venissero registrate nella stessa Sicilia le temperature superiori dell'ondata di caldo dell'agosto 1999), superata soltanto dai +46,7 °C di Catania Sigonella il 12 luglio del 1962, evento causato da una notevole sciroccata diretta sulla Sicilia, con al seguito termiche davvero notevoli. Notevoli, tornando al 1998, anche i +45,3 °C di Catania Fontanarossa, registrati nello stesso giorno. Sempre il 2 luglio 1998 venne registrato il record di temperatura massima assoluta dell'osservatorio meteorologico di Bari con +44,3 °C e della Stazione meteorologica di Messina con +43,6 °C; quello stesso giorno le isoterme giunte sul Belpaese furono davvero molto alte, con una +28 °C a 850 hPa (circa 1500 metri di altitudine) che arrivò a inglobare tutta la Sicilia, l'intera Calabria e parte di Campania e Basilicata. Il giorno successivo, 3 luglio, la rotazione dei venti sulla Sicilia meridionale permise alla stazione meteorologica di Cozzo Spadaro di raggiungere una temperatura massima di +42,0 °C, andando ad eguagliare lo storico record di temperatura massima assoluta del 20 luglio 1939.Valori così estremi si registrarono per un breve periodo, in quanto per raggiungerli sono necessarie correnti di scirocco particolarmente intense, le quali difficilmente durano a lungo. Tuttavia per tutto il mese di luglio le temperature si mantennero su valori molto elevati su tutta l'Italia, in particolare emerge un promontorio anticiclonico attorno alla metà del mese, che porrà i suoi massimi effetti a livello termico nella terza decade di luglio, segnatamente sulla Val Padana. Nel frattempo era appunto rimontato sull'Italia un pattern isotermico notevole; spiccano soprattutto le isoterme del giorno 21 luglio, che videro la canicola raggiungere anche la Mitteleuropa, portando una storica +22 °C a 850 hPa sulla maggior parte della Germania.
Con l'arrivo del mese di agosto il pattern sinottico cambiò ben poco, se non che gli anticicloni, prendendo una "piega" più occidentale, cominciarono ad interessare il Nord Italia, la Francia e la Germania in maniera ancora più diretta; d'altro canto, anche il Sud Italia e i Balcani sperimentarono nuove, frequenti ondate di calore, ma non con l'intensità e la persistenza del mese precedente. Spicca come giornata caldissima in quota (su tutto il Centronord italiano) quella del 12 agosto, nella quale si nota un'espansione notevole in senso parallelo dell'isoterma +22 a 850 hPa sull'Europa centro-occidentale, anche a latitudini notevolmente alte. Temperature di simile rarità si registrarono anche al suolo, in quel frangente: a tal proposito sono da citare il valore di +39,1 °C registrato dalla stazione meteorologica di Parma Panocchia e quello di +37,1 °C registrato dalla stazione meteorologica di Milano Linate, entrambi il giorno 11 agosto, con massime molto simili anche nei giorni immediatamente precedenti e successivi. Questo valore ha rappresentato il record assoluto del mese di agosto per il capoluogo lombardo sino all'ondata di caldo dell'estate 2003 (curiosamente sempre il giorno 11 agosto), e tuttora rimane il terzo picco massimo annuale più elevato dal 1951 in poi (al pari dei +37,1 °C del 7 luglio 1982), dopo appunto i +39,3 °C dell'11 agosto 2003 ed i +37,2 °C del 29 luglio 1983 (tuttavia nell'agosto 2003 si sono registrate le prime sei temperature massime giornaliere più elevate dell'intera serie storica di Linate dal 1951 in poi).

## Analisi sinottica della canicola
Tale ondata di caldo si verificò a causa di rimonte particolarmente frequenti dell'Anticiclone subtropicale africano.
Esso incamerava aria molto calda di matrice sahariana e la dirigeva con singolare persistenza verso l'Europa, grazie ad una costante presenza della lacuna barica iberico-marocchina ad ovest della Penisola iberica, con frequenti affondi perturbati ad ovest dell'Iberia; per contro, questa configurazione creò appunto con una certa costanza promontori anticiclonici di origine desertica in viaggio verso latitudini più settentrionali, specialmente nel bacino del Mediterraneo.
A dare manforte alla saccatura semistazionaria iberico-marocchina, si evidenziò una certa ricorrenza nel manifestarsi un'area del Mediterraneo sudorientale, sostanzialmente tra il Peloponneso e il nord della Libia, caratterizzata da un profilo isotermico spesso sotto le medie del periodo, che è risultata scomparire soltanto per brevi periodi, a causa appunto dell'estensione del cuore caldo sino al sito del singolare "blocco isotermico" ad est. La suddetta configurazione non poté fare altro che indirizzare l'aria sahariana, già appunto stretta ad ovest dalla falla marocchina, direttamente sulla penisola italiana, creando una sorta di corridoio caldo che ha frequentemente messo il Sahara e l'Italia in diretta comunicazione, senza che avvenisse una "dispersione" di parte del calore nei Paesi limitrofi, o comunque non oltre la Francia e l'ovest della Spagna; questa situazione sinottica ha visto una ricorrenza particolarmente significativa durante l'ondata di caldo molto intensa occorsa sull'Europa centrale (Pianura Padana compresa) a cavallo tra la prima e la seconda decade di agosto 1998. Una configurazione simile a questa (pur con uno slittamento orientale di entrambe le falle prese in esame) è visibile durante la rovente sciroccata - già descritta - dei primi di luglio. Particolarmente significative, in merito a ciò, sono le carte termico-bariche del 1º luglio, quando le alte temperature già avevano raggiunto il Sud Italia, per poi aumentare ulteriormente nei giorni immediatamente successivi.